# Yohan Orabé
Pas d'image ? Cliquez ici

a Compétitions nationales et continentales officielles uniquement.

Dernière mise à jour le 24 mai 2025.
Yohan Orabé, né le 21 mai 2002 à Saint-Palais, est un joueur français de rugby à XV qui évolue au poste d'arrière à l'Aviron bayonnais.

## Biographie
Yohan Orabé naît à Saint-Palais, et est originaire du village de Chéraute dans la Soule. Il commence la pratique du rugby à XV au Sport athlétique mauléonais qu'il rejoint en 2007, et intègre l'équipe première au cours de la saison 2020-2021 tronquée par la pandémie de Covid-19, puis dispute vingt-quatre rencontres pour douze essais inscrits lors de la saison 2021-2022 en Fédérale 1.
Alors arrivé de Fédérale 1, il découvre le Top 14 en rejoignant l'Aviron bayonnais en 2022. Après une première saison où il fait ses débuts en Championnat de France ainsi qu'en Challenge Cup, Orabé vit une deuxième saison au cours de laquelle il ne joue aucun match, freiné par plusieurs blessures : une périostite, puis une fracture du tibia et le syndrome des loges,.
En novembre 2024, après avoir fait son retour sur les terrains et disputé six matchs depuis le début de saison, il prolonge son contrat avec l'Aviron bayonnais jusqu'en 2027. Cependant, dès le mois de décembre 2024, il souffre d'une blessure, cette fois-ci une pubalgie.